# J. Wagner GmbH
J. Wagner GmbH mit Sitz in Markdorf ist ein 1947 gegründetes Unternehmen im Bereich Oberflächentechnologie für die Anwendungsgebiete im Heimwerkerbereich, den Handwerksbetrieben und der Industrie.

## Aktivitäten
Wagner ist ein marktführender Hersteller von technologisch hochwertigen Geräten und Anlagen zum Auftragen von Nass- und Pulverlacken, Farben und anderen flüssigen Materialien auf Oberflächen. Die Produktpalette reicht vom DIY-Farbsprühsystem über Profi-Geräte für das Lackieren, Farb- und Putzspritzen bis zu komplexen industriellen Beschichtungssystemen. Mit seinem Angebot ist das Unternehmen in verschiedenen Bereichen Weltmarktführer: Wagner deckt rund 80 % des Markts für die Beschichtung von Leichtmetallfelgen in der Automobilerstausstattung ab, über 50 % des Weltmarkts bei Heimwerker-Farbsprühpistolen und mehr als 30 % des Weltmarkts bei kosmetischem Spray-Tanning.
Die Marke Wagner ist mit ihren Tochtergesellschaften und Vertretungen in über 50 Ländern mit 2000 Mitarbeitern weltweit, 18 operativen Unternehmen und rund 400 internationalen Handelsvertretungen tätig.

## Geschichte
Das Unternehmen wurde von Josef Wagner, der 1907 in Hausen bei Augsburg geboren wurde, 1947 als Vertriebsgesellschaft gegründet, nachdem Wagner nach dem Krieg mit reparierten Werkzeugmaschinen und sonstigem Handwerksbedarf, u. a. auch Kämmen, gehandelt hatte. 1953 wurde die erste kompressorlose Airless-Farbspritzpistole auf den Markt gebracht. Die Farbe wurde durch einen elektromagnetisch betriebenen Schwingkolben in der Spritzpistole luftlos (airless) unter Druck gesetzt und beim Austritt aus der Düse zerstäubt. Dieses Prinzip hat Wagner immer weiter verfeinert.
1954 wurde mit 57 Mitarbeitern eine Serienfertigung aufgenommen und weitere Geräte entwickelt, wie auch Fettpressen. 1959 entstand ein Komplex mit Fabrikationshalle, Werkstätten, Büros und auch Wohnungen für Mitarbeiter im Ortsteil Fischbach von Friedrichshafen. Das Unternehmen wuchs weiter und wurde zum Weltmarktführer für luftlose Farbspritz- und Beschichtungsanlagen. 1977 erhielt Wagner das Bundesverdienstkreuz.
Im Jahr 1981 wurde das Unternehmen, nunmehr mit 1200 Mitarbeitern, in eine neu gebaute Fabrikanlage mit Verwaltungsbau, Fertigungsanlagen und markanten Hochregallager nach Markdorf in der Nachbarschaft von Friedrichshafen verlegt, wobei Zweigbetriebe, Niederlassungen und Vertretungen in aller Welt entstanden waren und weiter entstehen. Erst 1986 zog sich Wagner aus der Geschäftsführung zurück. Er starb 1987 durch Suizid.
2005 wurde ein System zum nebelfreien Spritzen an Fassaden entwickelt und im Handwerksbereich eingeführt. Im Heimwerkerbereich werden vor allem HVLP-Farbsprühsysteme (High Volume Low Pressure) angeboten, die mit niedrigem Druck und hohem Luftvolumen arbeiten. Von 1995 bis 2008 lieferte Wagner auch Solarleuchten.
Seit 2017 ist das Unternehmen offiziell Partner des Gründerzentrums der Zeppelin Universität in Friedrichshafen.

## Josef-Wagner-Stiftung
Josef Wagner und seine Frau blieben kinderlos. Er gründete bereits 1972 eine gemeinnützige Stiftung, um sicherzustellen, dass sein Lebenswerk in seinem Sinne fortgesetzt wird. Schrittweise übertrug er bis 1986 seine Unternehmensanteile an die Josef-Wagner-Stiftung in Friedrichshafen und setzte sie als Alleinerbin ein. 1975 entstand die Josef-Wagner-Stiftung in der Schweiz, als in Altstätten eine weitere Produktionsanlage errichtet wurde.
Beide Stiftungen verfolgen ausschließlich gemeinnützige Zwecke: Sie fördern Kinder und Jugendliche meist im Rahmen von Projektunterstützungen. Sie unterstützen begabte Studierende mit Stipendien, um den zeitlichen Freiraum für das Studium zu erhöhen. Außerdem leisten sie finanzielle Unterstützung für in Not geratene Personen und Familien.
Die Josef-Wagner-Stiftungen sind heute alleiniger Eigentümer der in einer Holding zusammengefassten Unternehmen der Wagner-Gruppe, Sitz ist die denkmalgeschützte Villa Wagner im Friedrichshafener Ortsteil Spaltenstein.

## Wagner Helicopter Technik

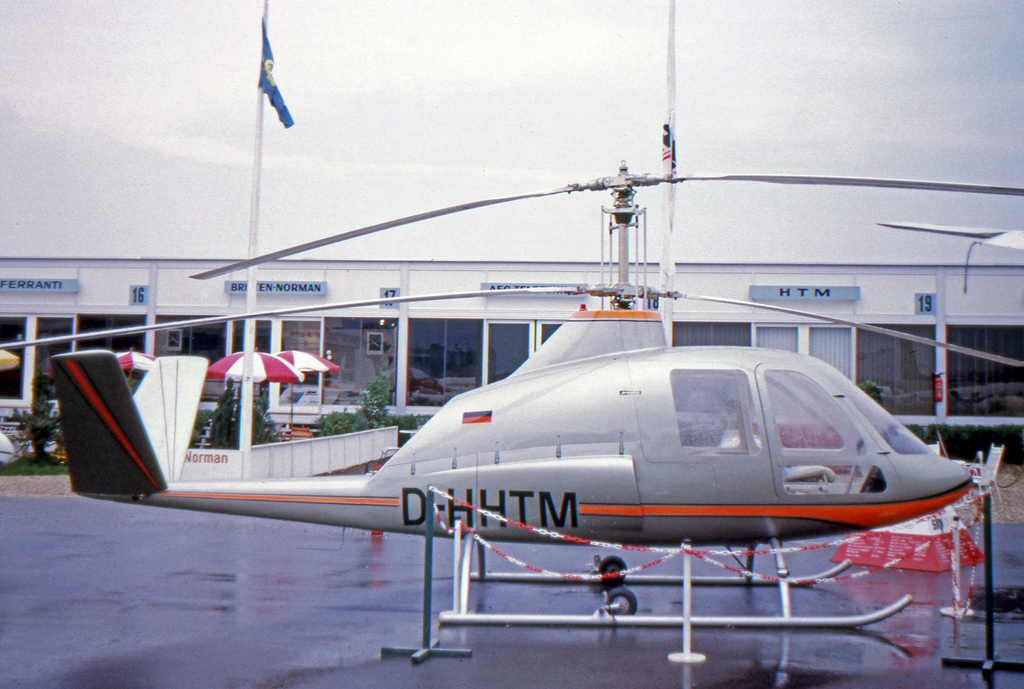
Ein Skyrider der HTM auf der Pariser Luftfahrtschau 1974

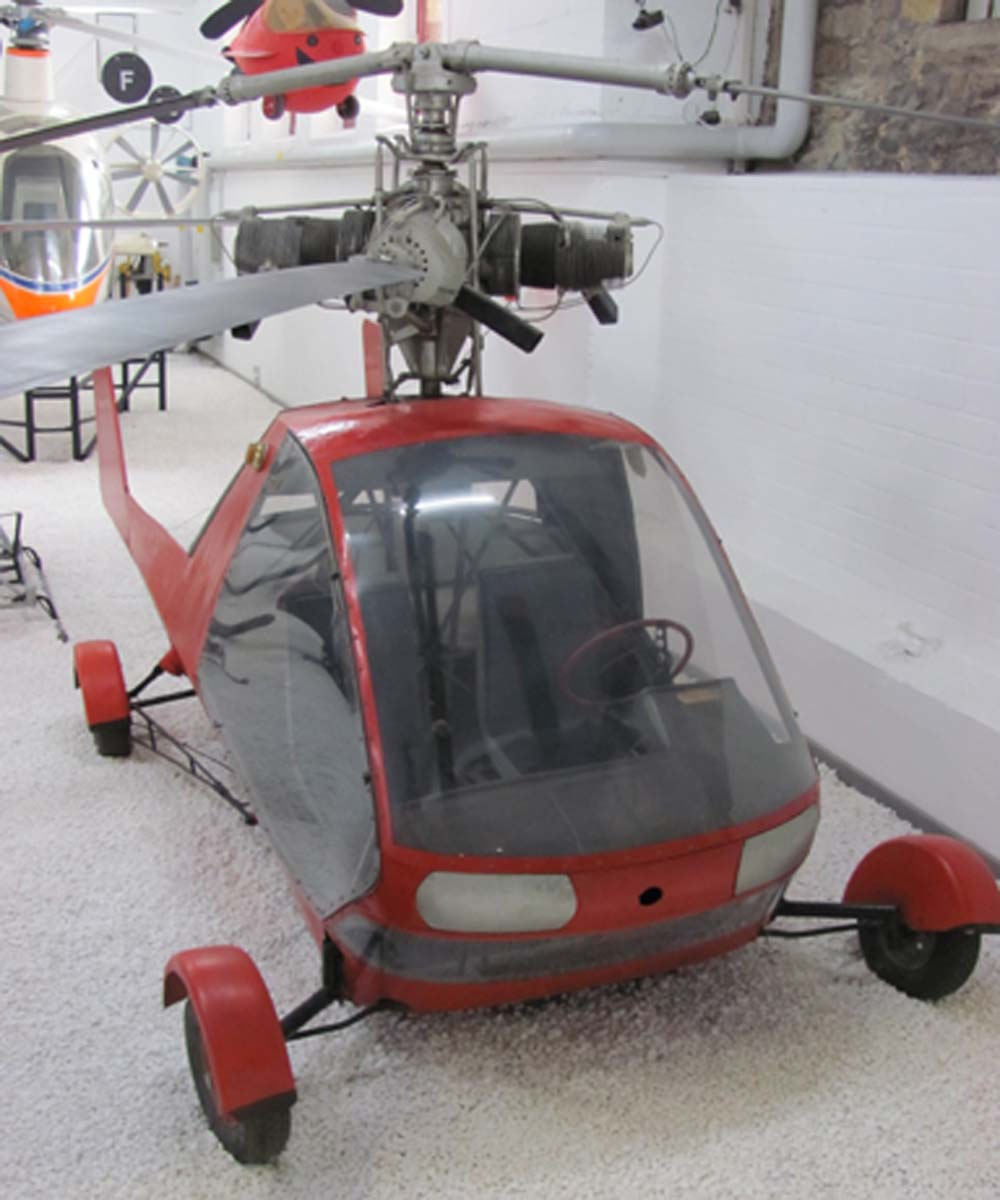
Wagner Rotocar III im Hubschraubermuseum Bückeburg

Josef Wagner hatte im Krieg bei der Fa. Messerschmitt gearbeitet und entwickelte um 1960 die Idee eines leichten und einfachen Hubschraubers mit wesentlicher Reduzierung des technischen Aufwandes ohne Getriebe und Heckrotor. Wagner gründete eine Entwicklungsabteilung als Tochterunternehmen innerhalb seines Betriebes und entwickelte einen Koaxialrotor mit integrierten, selbst entwickelten, Dreizylinder-Zweitakt-Sternumlaufmotor mit 3,9 Liter Hubraum als Langhuber. Dieser Umlaufmotor mit einer Drehzahl von 1800/min bildete quasi den Rotorkopf des unteren dreiblättrigen Rotors mit nur 5,2 m Durchmesser. An den umlaufenden Zylindern waren die Rotorblätter angeflanscht. Über einen Zahnradsatz wurde der obere Rotor dann gegenläufig ebenfalls von diesem Motor angetrieben. Das Versuchsgerät mit Namen Rotocar flog 1962, es stellte sich aber heraus, dass die Leistung des Motors mit 51 kW zu schwach war, und man plante einen Vierzylinder-Motor, was allerdings auch einen neu zu entwickelnden vierblättrigen Rotor bedeutete. Man nahm von dem Projekt des umlaufenden Motors Abschied, weil Fördermittel ausblieben und Risksharing Partner in der Luftfahrtindustrie nicht gefunden werden konnten. Wagner wechselte die Leitung der Entwicklungsabteilung aus.
Unter neuer Leitung von Alfred Vogt entstand der Entwurf eines Arbeitshubschraubers unter der Bezeichnung Sky-Trac I. Ebenfalls ein Koaxialrotor ohne Heckrotor wurde dieser Hubschrauber jedoch über ein von der ZF Friedrichshafen entwickeltes Getriebe von einem 260 PS Franklin 335 B 191 Motor angetrieben. Dieser einsitzige Hubschrauber flog im Juli 1965 erstmals und zeigte beachtenswerte Leistungsmerkmale. Um die Längsstabilität im schnellen Geradeausflug zu verbessern, wurden später an einem Heckausleger V-förmige Stabilisierungsflächen angebracht. Eine Erprobung mit drei Prototypen, darunter einer mit drei Sitzplätzen unter der Bezeichnung Sky-Trac III über 1000 Stunden Flugzeit erfolgte.
Der Hubschrauber wurde mit unterschiedlichen Kabinenaufbauten für 1, 3 und 5 Sitze angeboten und er erhielt im September 1969 die deutsche und im Oktober 1972 die amerikanische Zulassung. Es lagen bereits 50 Bestellungen und Optionen vor und man plante eine Serie von 200 Hubschraubern.
Ein weiterer Prototyp eines Reisehubschraubers unter der Bezeichnung Aerocar mit autoförmiger Kabine und umschaltbaren Antrieb für die Straße wurde ebenfalls gebaut und im Flug erprobt. Zu der Realisierung der Komponente Straßenbetrieb kam es allerdings nicht.
Für die Serie des Sky-Trac gründete Wagner 1971 die Firma HTM (Helicopter Technik München) in Feldkirchen bei München als Beteiligungsgesellschaft für weitere Partner als Geldgeber. Eine unerwartete und kritische Verzögerung im Serienanlauf ergab sich, weil die Firma Franklin ihren Motorenbau einstellte, man auf den Lycoming Motor HIO-540 ausweichen musste, was Umkonstruktionen, aber auch neue Erprobung und Zulassung bedeutete.
Das erste Vorserienmuster unter der Bezeichnung HTM Skyrider flog Anfang 1974. Da die Zulassung noch erfolgen musste, was weitere zwei Jahre Verzögerung bedeutete, brachen die Optionen/Bestellungen der Kunden weg. Noch 1974 wurde das Unternehmen liquidiert, da weitere Geldgeber nicht gefunden wurden.
Insgesamt wurden bei Wagner und HTM 7 Prototypen in 2000 Flugerprobungsstunden geflogen. Wagner selbst hatte 10 Mio. DM investiert. Das System war technisch ein großer Erfolg, teilweise seiner Zeit voraus, hatte einen hohen Nutzlastanteil, war preisgünstig und zeichnete sich durch Einfachheit – auch beim Fliegen – und Wirtschaftlichkeit aus.
Seit 1992 liegen alle Industrie- und Designrechte für die Helikopter bei dem in Tschechien lebenden Unternehmer P. Chrobak.